# Archignat
Archignat (okzitanisch Archinhat) ist eine französische Gemeinde mit 336 Einwohnern (Stand: 1. Januar 2022) im Département Allier in der Region Auvergne-Rhône-Alpes.

## Lage
Die Gemeinde Archignat liegt nahe der Grenze zwischen den historischen Provinzen Berry und Bourbonnais, 16 Kilometer westlich von Montluçon auf einer Anhöhe oberhalb des Flüsschens Magieure auf einer Höhe von rund 365 m.

### Klima
Das Klima ist gemäßigt und wird gleichermaßen vom Atlantik wie von den Bergen des Zentralmassivs beeinflusst; Regen fällt übers ganze Jahr verteilt.

## Geschichte
Die Region um Montluçon spielte schon in römischer und fränkischer Zeit eine Rolle in der französischen Geschichte. Um das Jahr 1000 wurde die Region mit dem Bourbonnais vereinigt. Im 13. Jahrhundert entstand eine einfache Pfarrkirche.
Im Jahr 1802 wurden der heute verlassene Weiler Frontenat und umliegende Gehöfte mit Archignat vereinigt.

### Bevölkerungsentwicklung
Der kontinuierliche Bevölkerungsrückgang in der ersten Hälfte des 20. Jahrhunderts ist im Wesentlichen auf die Reblauskrise und die zunehmende Mechanisierung der Landwirtschaft sowie den damit einhergehenden Verlust an Arbeitsplätzen zurückzuführen.
| Jahr                       | 1962 | 1968 | 1975 | 1982 | 1990 | 1999 | 2006 | 2014 | 2022 |
| -------------------------- | ---- | ---- | ---- | ---- | ---- | ---- | ---- | ---- | ---- |
| Einwohner                  | 384  | 345  | 306  | 271  | 275  | 350  | 344  | 342  | 336  |
| Quellen: Cassini und INSEE |      |      |      |      |      |      |      |      |      |

## Wirtschaft
Die Bewohner der Gemeinde lebten jahrhundertelang als Selbstversorger von den Erträgen ihrer Felder und Gärten; daneben wurden auch Viehzucht und ein wenig Weinbau betrieben. Im Ort selbst siedelten Handwerker, Kleinhändler und Dienstleister. Auch heute noch spielt die Landwirtschaft die dominante Rolle im Wirtschaftsleben der Gemeinde. Seit den 1960er Jahren werden einige der leerstehenden Häuser als Ferienwohnungen (gîtes) genutzt.

## Sehenswürdigkeiten
- Die Pfarrkirche Saint-Pardoux et Saint-Sulpice wurde im 13. Jahrhundert aus Bruchsteinen erbaut, später jedoch verputzt und im 19. Jahrhundert gründlich überarbeitet. Das Kirchenschiff ist von einer gewölbten Holzdecke überspannt; die neogotische Apsis zeigt hingegen ein im Trompe-l’œil-Stil gemaltes Rippengewölbe und ein echtes Maßwerkfenster. Der Glockenturm-Aufsatz über der Fassade ist ein Werk des 19. Jahrhunderts.
- Ein um das Jahr 1500 entstandenes steinernes Wegkreuz mit oktogonalem Schaft (Croix des Âges) befindet sich circa einen Kilometer nordwestlich beim gleichnamigen Ortsteil. Es wurde im Jahr 1969 als Monument historique klassifiziert.[3]
- Die romanische Kapelle Saint-Pardoux im etwa fünf Kilometer südwestlich gelegenen Weiler Frontenat hat einen zweigeteilten Glockengiebel. Auch ihr Kirchenschiff mitsamt der flach schließenden Apsis ist von einer gewölbten Holzdecke überspannt. Seit dem Jahr 1970 ist der während der Französischen Revolution verkaufte und immer noch in Privatbesitz befindliche Kirchenbau als Monument historique klassifiziert.[4]
- Beim nahegelegenen Flurstück von Jarges-Frontenat finden sich größere Steinplatten, die als Reste von Dolmen angesehen werden. Auch Urnen wurden entdeckt.

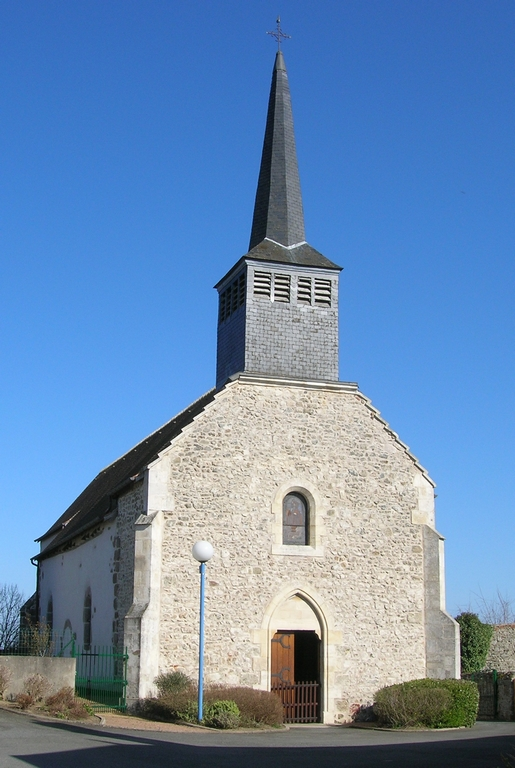
Kirche von Archignat
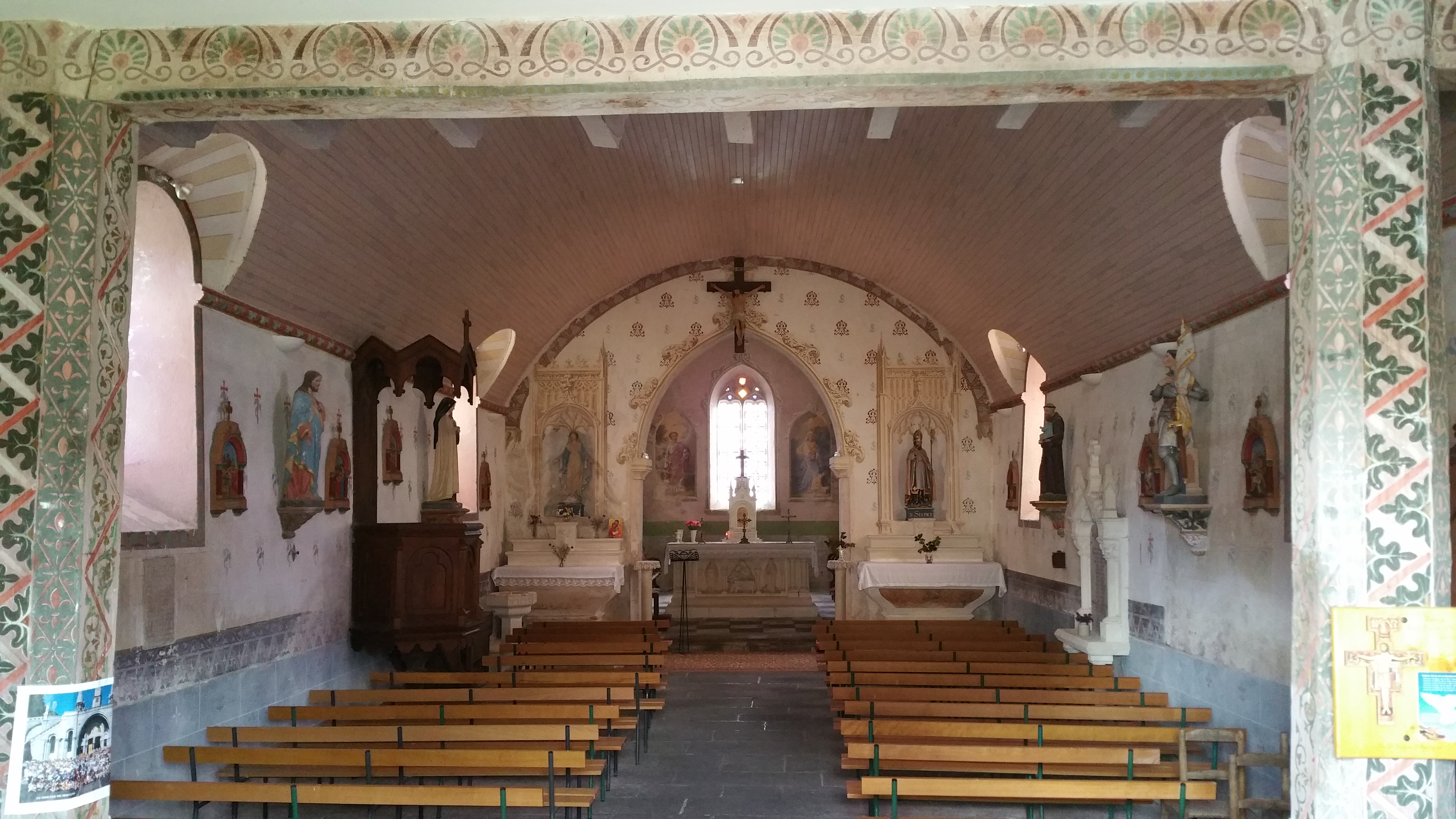
Kirchenschiff
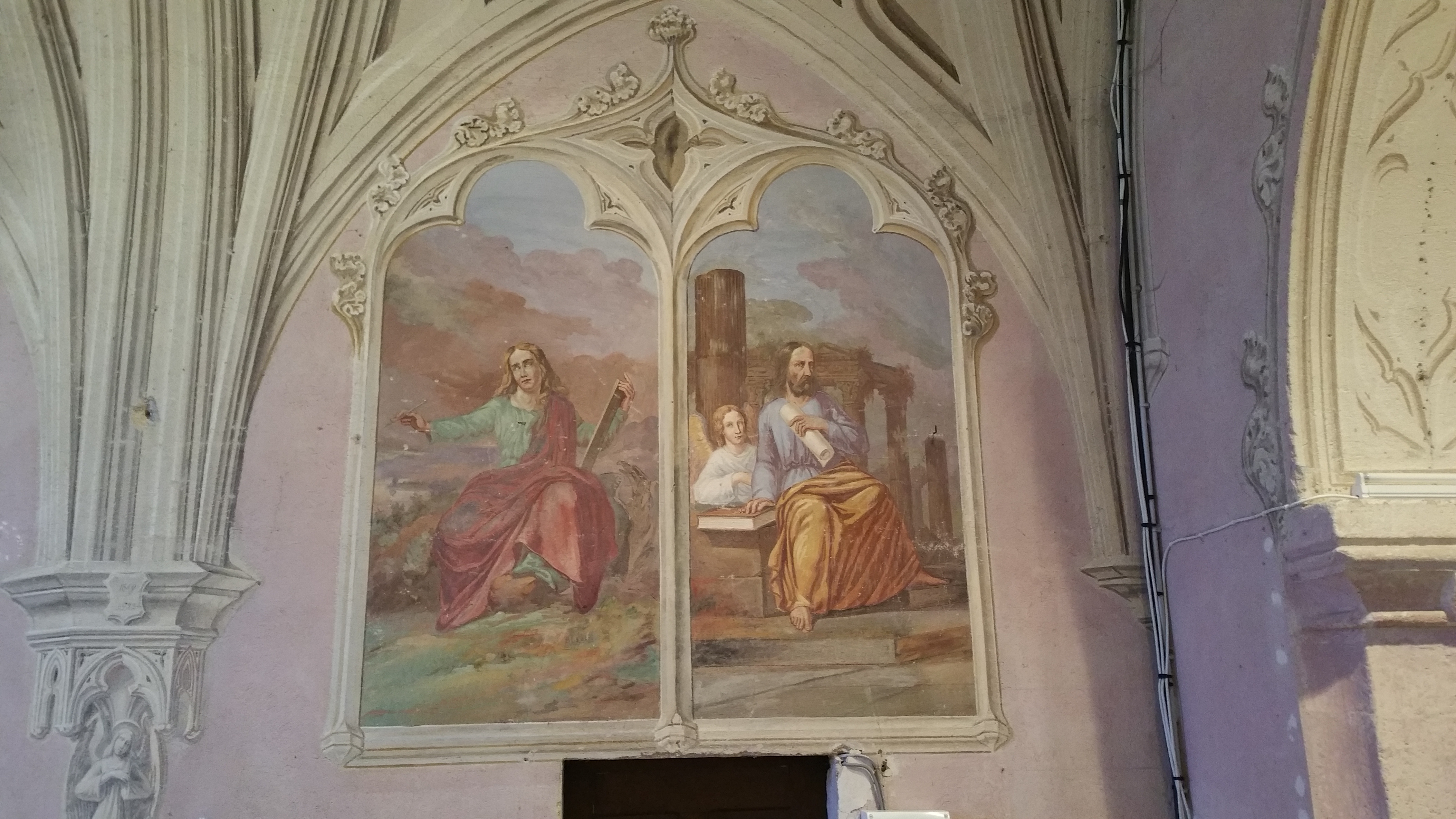
Trompe-l’œil-Malerei in der Apsis
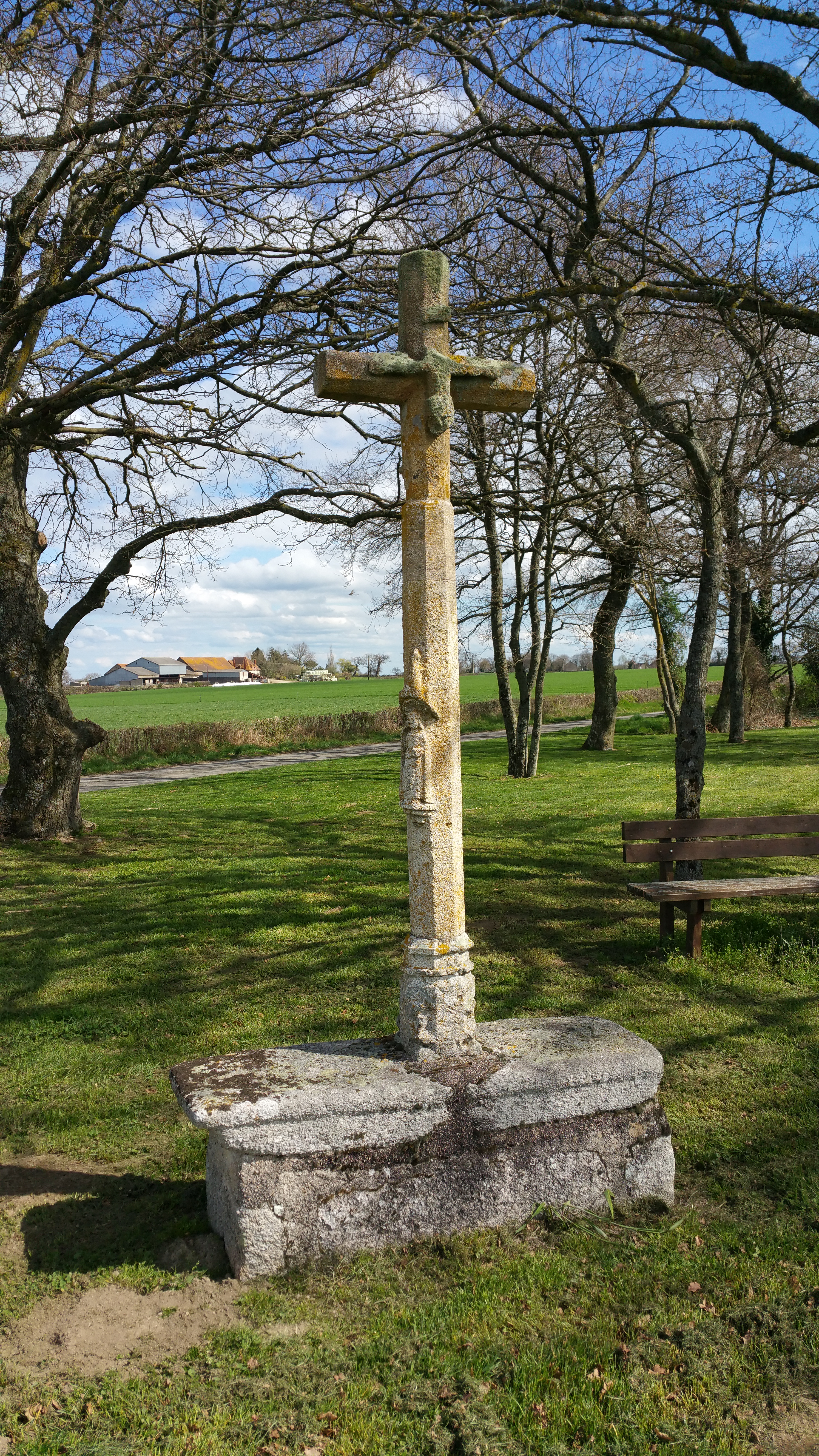
Wegkreuz (Croix des Âges)
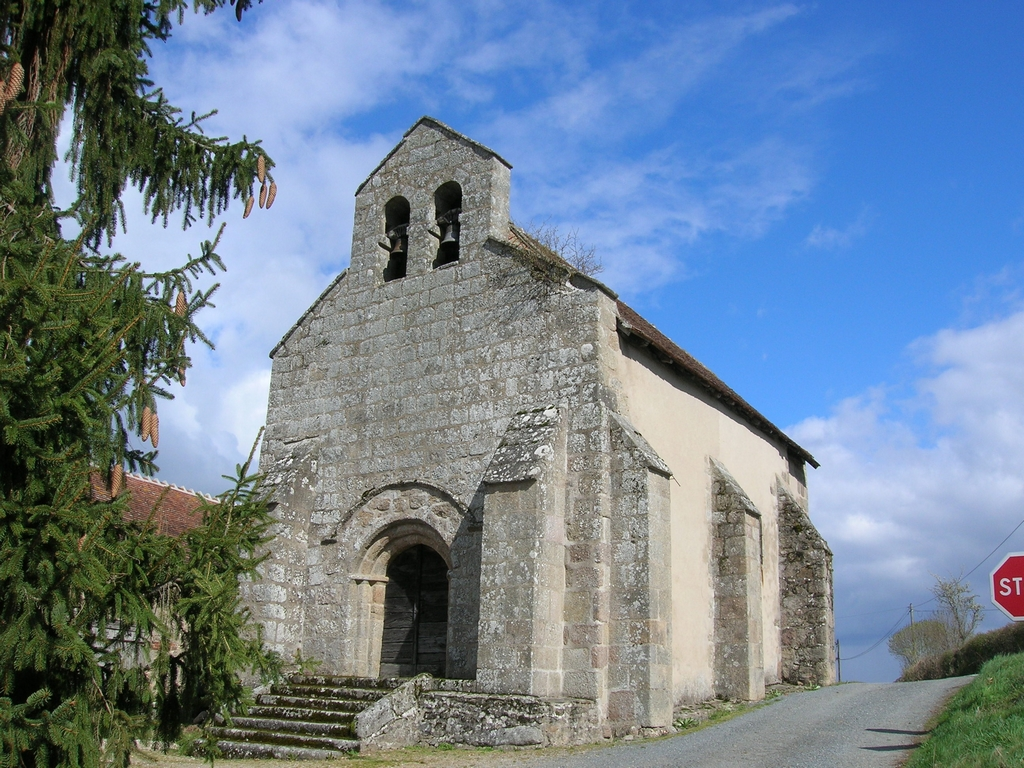
Kapelle von Frontenat

## Belege
1. ↑  Archignat – Karte mit Höhenangaben
2. ↑  Montluçon/Archignat – Klimatabellen
3. ↑  Croix des Ages ou Croix de la Roi, Archignat in der Base Mérimée des französischen Kulturministeriums (französisch)
4. ↑  Ancienne église Saint-Pardoux, Archignat in der Base Mérimée des französischen Kulturministeriums (französisch)